# Himalayaklaver
Himalayaklaver (Parochetus communis) is een  kruidachtige vaste plant uit de vlinderbloemenfamilie (Fabaceae). De plant heeft opvallende diepblauwe bloemen en komt van nature voor in Zuidoost-, Zuid- en Centraal-Azië.

## Kenmerken
Himalayaklaver is een kleine, bodembedekkende plant. De stengels liggen op de bodem en buigen naar boven toe. De soms knolachtige wortels van de plant bevinden zich bij de knopen in de stengels. 
De loofbladeren groeien met drie op een steel, een configuratie waaraan de plant zijn Nederlandse naam te danken heeft (Parochetus is verwant aan klaver; maar is echter zelf geen "echte" klaver). De stelen zijn relatief lang en zitten wisselstandig en spiraalsgewijs aan de stengels vast. De drie blaadjes hebben de vorm van harten, die bij de punten aan de steel zitten. De bladrand is gaaf of fijn getand. Over de bladeren loopt vaak een dunne, donkere, roodbruine streep. Aan de basis van de bladstelen bevinden zich twee steunblaadjes, die ofwel vrij staan, ofwel met de steel vergroeid zijn.
De bloemen staan op rechte stelen, die in groepen van een tot drie bloemen als schermen aan de stengels groeien. De bloemen hebben vijf vergroeide kroonbladeren en zijn zygomorf van vorm. De twee bovenste kroonbladeren zijn groter dan de onderste drie en zijn over bijna hun hele lengte met elkaar vergroeid. Het onderste blad is omgekeerd-eirond met een lange uitloper naar de bloem toe. De twee bolstaande vleugelbladeren zijn spatelvormig. Elke bloem heeft tien meeldraden en een enkel, onbehaard vruchtbeginsel met vele zaden. De kroonbladeren zijn meestal fel kobaltblauw, maar kunnen in zeldzame gevallen ook wit van kleur zijn.
Uit de bloem ontstaat een langgerekte, eivormige peulvrucht, langer dan de bloemkelk, die vele zaden bevat. De zaden zijn bruin en niervormig. Ze zijn vaak gespikkeld en hebben aan de zijkanten een klein, rond hilum waar het zaadje ooit met de plant verbonden was.

## Verspreiding
Parochetus communis komt van nature voor in de berggebieden op de scheiding tussen Centraal- en zuidelijk Azië. De plant is verspreid over de centrale en oostelijke Himalaya, het zuiden van China, in de berggebieden van Thailand, Vietnam, Myanmar en in het noorden van het schiereiland Malakka. De plant wordt in Europa soms als sierplant gehouden.
Parochetus communis heeft een vochtig, gematigd klimaat nodig om in te groeien. In het verspreidingsgebied groeit de plant daarom vooral in de gematigde zone, in berggebied, tussen de 2000 en 4000 meter hoogte.